# St. James’s Gate FC
St. James’s Gate FC ist ein irischer Fußballverein aus Dublin, der derzeit in der fünftklassigen Sunday Senior 1A League spielt.

## Geschichte
St. James’s Gate FC wurde 1902 gegründet und wurde als Fußballabteilung des Guinness-Sportklubs nach der St. James’s Gate Brewery benannt.
Der Verein war Gründungsmitglied der League of Ireland. 1922 gewann er die erste ausgetragene Meisterschaft. Weiters konnte das Team im selben Jahr die Premiere des FAI Cups für sich entscheiden. Bis 1940 folgte jeweils ein weiterer Titel, ein Vizemeistertitel in der Meisterschaft, und zwei Finalteilnahmen im Pokalbewerb. Nachdem die Saison 1943/44 am letzten Platz abgeschlossen worden war, verweigerte die Liga die Teilnahme in der Folgesaison, und die Mannschaft stieg in die Leinster Senior League ab.
1990 stieg St. James’s Gate FC in die zweitklassige First Division auf, musste jedoch aufgrund finanzieller Probleme vor Beginn der Saison 1996/97 wieder aus dem Profibetrieb ausscheiden. Derzeit spielt die erste Mannschaft des Vereins in der fünftklassigen Sunday Senior 1A League.

## Erfolge
- League of Ireland: 1921/22, 1939/40
  - Vizemeister: 1934/35
- FAI Cup: 1921/22, 1937/38
  - Finalist: 1933/34, 1936/37
- League of Ireland Shield (2)
  - 1936, 1941